# ریکاردو موراسکینی
ریکاردو موراسکینی (ایتالیایی: Riccardo Moraschini؛ زادهٔ ۸ ژانویهٔ ۱۹۹۱) بازیکن بسکتبال اهل ایتالیا است.
از باشگاه‌هایی که در آن بازی کرده‌است می‌توان به اشاره کرد.
وی در مسابقات کشوری و بین‌المللی در مجموع برندهٔ ۱ مدال نقره شده‌است.